# 鈴本務
鈴本 務（すずもと つとむ）は、日本で活動するミュージカル俳優である。大阪府出身。劇団四季所属。

## 来歴
近畿大学文芸学部芸術学科舞台芸術専攻時代から舞台出演経験があり、2013年に劇団四季研究所へ入所する。同年9月8日に開幕したミュージカル李香蘭のアンサンブル16枠役が初舞台出演となった。その後研究所卒業後は多彩な舞台出演を重ねており、2016年12月11日に開幕したノートルダムの鐘ではアンサンブル1枠/フレデリック役のオリジナルキャストとして出演している。

## 人物
特技はサックス演奏と公表している。

## 主な出演作品
- ミュージカル李香蘭（2013年アンサンブル16枠）
- ジーザス・クライスト・スーパースター（2013年大八車/人力車）
- マンマ・ミーア!（2013年アンサンブル5枠）
- 赤毛のアン（2014年郵便配達アール/チャーリー）
- 王子とこじき（2015年アンサンブル）
- ノートルダムの鐘（2016年アンサンブル1枠/フレデリック）
- 王様の耳はロバの耳（2017年床屋）
- はだかの王様（2019年王女の恋人デニム）
- リトルマーメイド（2019年アンサンブル2枠）
- 劇団四季〜The Bridge〜歌の架け橋（2021年）
- ロボット・イン・ザ・ガーデン（2021年ロジャー）
- ジャック・オー・ランド ～ユーリと魔物の笛〜(2023年ユーリ)
- ひばり(2023年ラヴニュ)
- アラジン（2025年オマール）